# Hyphessobrycon metae
Hyphessobrycon metae är en fiskart som beskrevs av Eigenmann och Henn, 1914. Hyphessobrycon metae ingår i släktet Hyphessobrycon och familjen Characidae. Inga underarter finns listade i Catalogue of Life.